# Тода (народ)

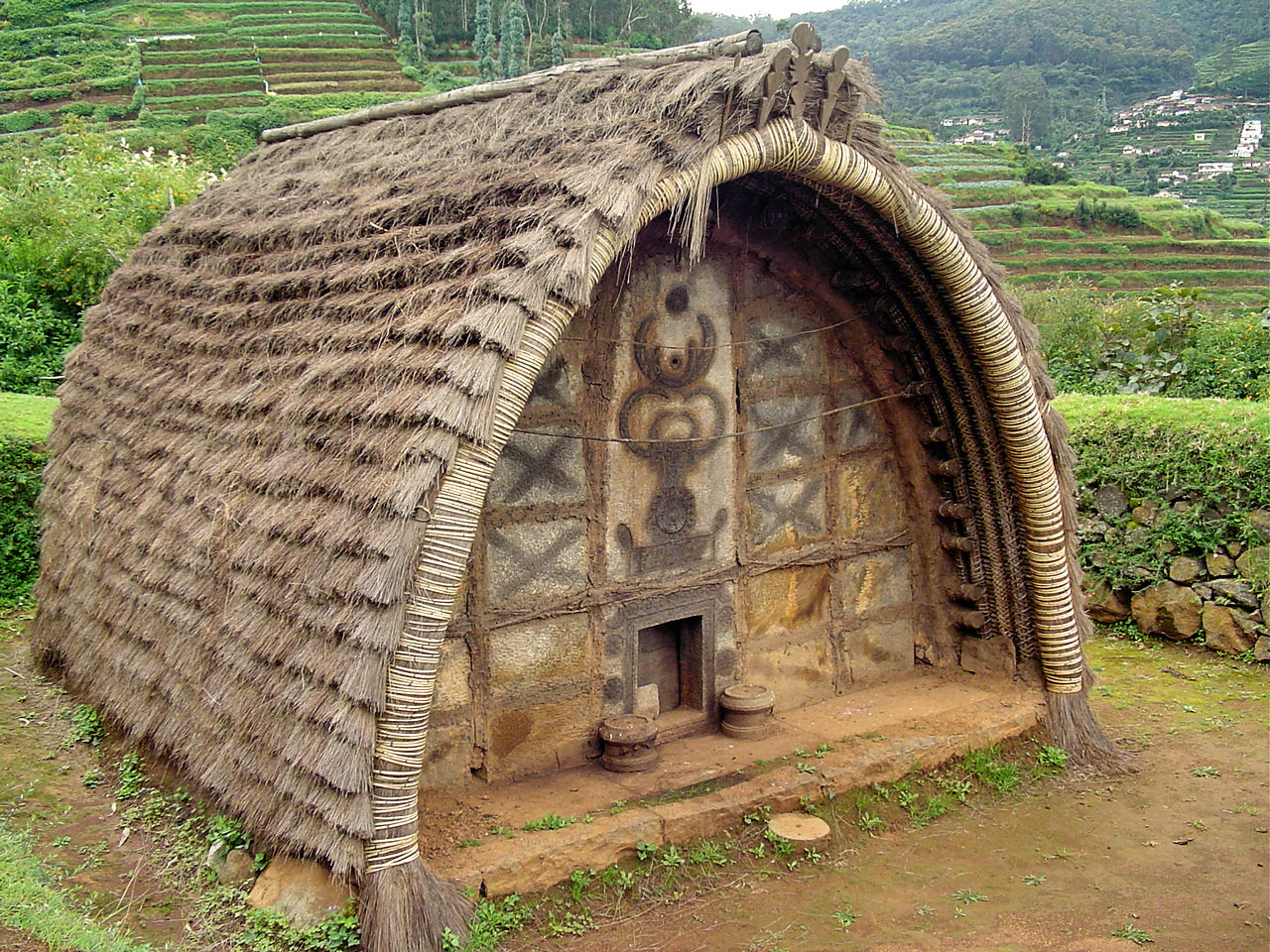
Традиционное жилище тодов

Тода (тоды) — этнос в Южной Индии, одно из 18 аборигенных «племён» гор Нилгири (Голубые горы). Общая численность — не более 1 400 человек (2000). Язык тода принадлежит к дравидийской семье, письменность — тамильское письмо. Число носителей на 2000 год — 600 человек.
Племя отличается от прочих местных жителей более светлой кожей и вьющимися волосами. Традиционное питание — строгое вегетарианство. В настоящее время на землях, ранее принадлежащих племени, расположен город Ути, известный горный курорт.

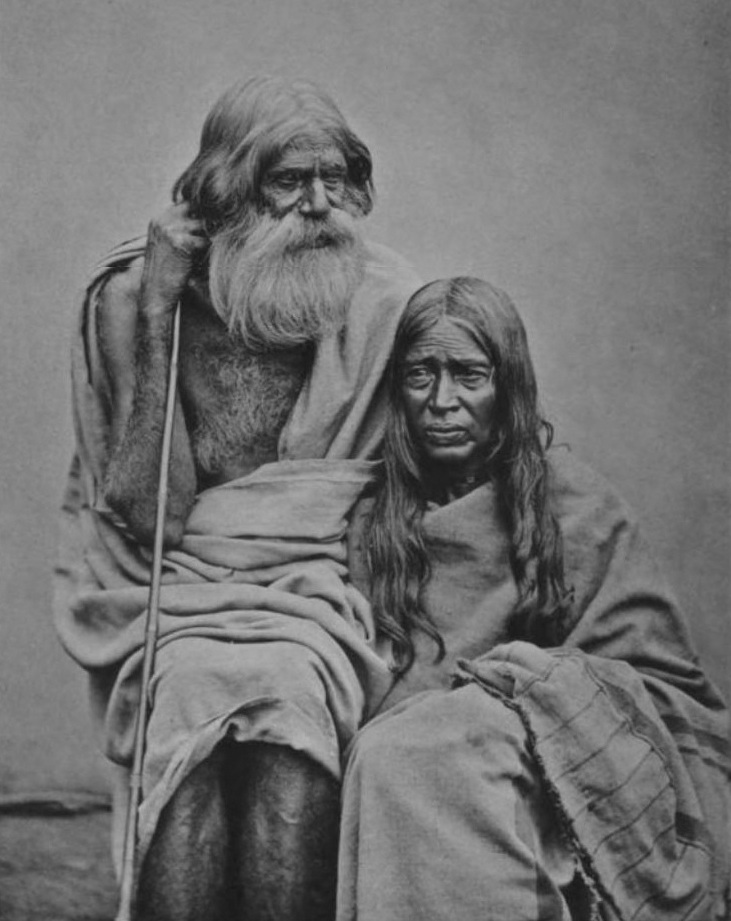
1873.

Основное традиционное занятие — скотоводство.